# Commodity Channel Index

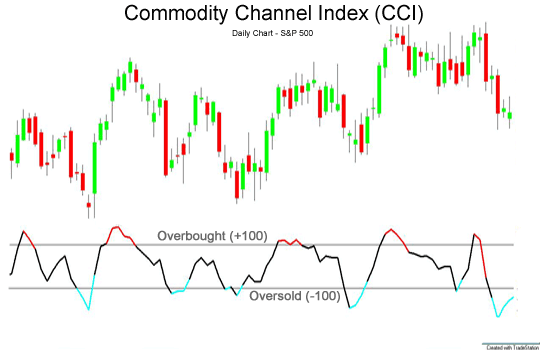
De CCI afgebeeld als overbought/ oversold indicator

De Commodity Channel Index of CCI, is een technische analyse indicator die in 1980 is bedacht door Donald R. Lambert. De CCI is een oscillator-indicator die slingert rond de nullijn. De CCI vertoont in zijn verschijningsvorm veel overeenkomsten met de Relatieve Sterkte Index (RSI). De koopzone (oversold niveau) ligt beneden de -100. De verkoopzone (overbought niveau) ligt bij de CCI boven de +100 (bij de RSI zijn deze waarden 30 resp. 70). Er zijn verschillende manieren om de CCI te gebruiken. De eerste is trendvolgende signalen te halen uit de kruising van de nullijn: Een kruising naar beneden is een verkoopsignaal. En een opwaartse kruising is een koopsignaal. Maar de CCI kan ook als overbought/ oversold tradingindicator worden gebruikt in een zijwaartse markt om de toppen en dalen te identificeren.

## Berekening
{\displaystyle CCI={\frac {1}{0,015}}{\frac {p_{t}-SMA(p_{t})}{MD(p_{t})}}},
Hierin is pt de {\displaystyle {\text{middenkoers}}={\frac {p_{hoog}+p_{laag}+p_{slot}}{3}}}, SMA is de standaard moving average, and MD is the gemiddelde afwijking tussen pt en de SMA van pt.
Om de schaling goed te krijgen, zette Lambert de constante op een waarde van 0,015 zodat 70 tot 80 percent van de CCI waarden tussen de −100 and +100 valt.